# Santo Expedito
Santo Expedito è un comune del Brasile nello Stato di San Paolo, parte della mesoregione di Presidente Prudente e della microregione omonima.